# 琼·洛林
玛丽·玛格德琳·埃利斯（英語：Mary Madeline Ellis），艺名琼·洛林（Joan Lorring，1926年4月17日—2014年5月30日），是一位美国电影演员，并获得奥斯卡最佳女配角奖提名。
她出生于香港，1939年，日本入侵香港后，迁居美国加州旧金山。之后从事录音工作，后参演电影。她嫁给一名内分泌学家马丁·索南伯格，并有两名孩子。2014年她去世于纽约州，享年88岁。